# Калуга (Николаевская область)
Калуга (укр. Калуга) — село в Березнеговатском районе Николаевской области Украины.
Основано в 1810 году. Население по переписи 2001 года составляло 949 человек. Почтовый индекс — 56232. Телефонный код — 5168. Занимает площадь 2,676 км².

## Известные уроженцы
- Иваницкий, Виктор Фёдорович (1881—после 1948) — русский историк-востоковед.

## Местный совет
56232, Николаевская обл., Березнеговатский р-н, с. Калуга, ул. Капитана Виноградова, 9